# Zamarada laciniata
Zamarada laciniata là một loài bướm đêm trong họ Geometridae.